# 22-я танковая дивизия (СССР)
22-я танковая дивизия (в/ч 5389) — воинское соединение Вооружённых Сил СССР принимавшее участие во Второй мировой войне.

## История формирования дивизии
Дивизия начала формироваться в феврале-марте 1941 года в Западном особом военном округе в составе 14-го мехкорпуса на основе кадровой 29-й легкотанковой бригады в южном военном городке на окраине Бреста.

### Предвоенное место дислокации дивизии
Западный особый военный округ, южный военный городок на окраине города Бреста.
На 22 июня 1941 года имела в своём составе 235 танков, 34 орудия и 8800 человек личного состава.
В действующей армии с 22 июня 1941 по 28 июля 1941 года.

### Белостокско-Минское сражение

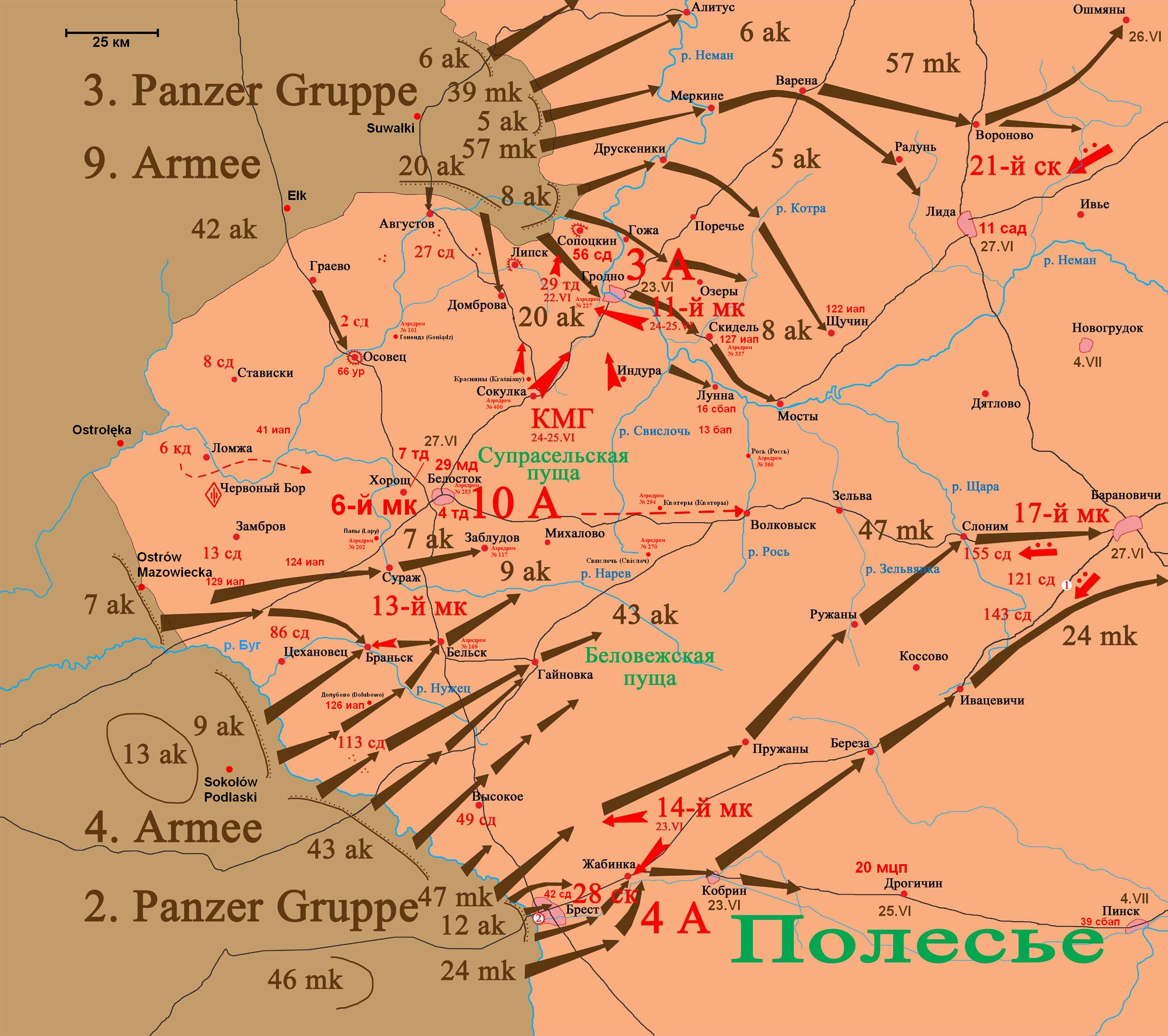
Окружение советских войск Западного фронта в Белостокском выступе, 22-27 июня 1941 года

Боевая тревога в дивизии была объявлена командиром 22-й танковой дивизии генерал-майором Пугановым Виктором Павловичем по разрешению находившегося в соединении начальника штаба мехкорпуса полковника И. В. Тутаринова только с началом артиллерийского налета с сопредельной территории.

Военный городок южнее Бреста, где дислоцировалась 22-я танковая дивизия, северный военный городок в Бресте, где размещались корпусной артиллерийский полк и некоторые части стрелковых дивизий 28-го стрелкового корпуса, подверглись массированной артиллерийской обработке в течение часа. Для корректирования артиллерийского огня на участке Влодава, Семятичи немцы подняли аэростаты наблюдения.— Сандалов Л. М. Боевые действия войск 4-й армии в начальный период Великой Отечественной войны
Первым навстречу переправлявшемуся через Буг противнику двинулся 22-й мотострелковый полк, развернувшийся между Брестской крепостью и селением Кодень. Позже прибыли разведывательный батальон и батальон 44-го танкового полка. Тесно взаимодействуя друг с другом, мотострелки, разведбат и танкисты смяли переправившиеся немецкие части, остатки противника были сброшены в реку.

Во время артиллерийской подготовки 34-я немецкая пехотная дивизия нанесла большие потери нашей 22-й танковой дивизии, размещавшейся в южном военном городке Бреста в 2,5—3,5 км от государственной границы. Этот городок находился на ровной местности, хорошо просматриваемой со стороны противника. Артиллерийский огонь по городку и последовавшие затем налеты авиации оказались для дивизии, как и для остальных войск, неожиданными. Погибло и получило ранения большое количество личного состава и членов семей командного состава. Этому способствовало скученное расположение частей дивизии. Красноармейцы размещались в общежитиях, спали на 3—4-ярусных нарах, а офицеры с семьями жили в домах начсостава поблизости от красноармейских казарм. От ударов артиллерии и авиации дивизия потеряла также большую часть танков, артиллерии и автомашин, больше половины всех автоцистерн, мастерских и кухонь. От огня противника загорелись и затем взорвались артиллерийский склад и склад горюче-смазочных материалов дивизии.
С началом артиллерийского налета командир дивизии генерал-майор В. П. Пуганов по разрешению находившегося в дивизии начальника штаба 14-го механизированного корпуса полковника И. В. Тутаринова объявил боевую тревогу и приказал частям изготовиться для следования в назначенный по плану прикрытия район Жабинка. Командиры частей, как только артиллерийский огонь противника начал затихать, приступили к сбору людей, танков и автомашин. Для обеспечения сбора дивизии к р. Буг были выброшены дежурные моторизованные и танковые части.

С 6 до 8 часов части 22-й танковой дивизии под огнем противника беспорядочно переправлялись через р. Мухавец по мостам юго-восточнее Бреста и у Пугачеве, стремясь возможно быстрее выйти по Варшавскому шоссе и по грунтовой дороге севернее железной дороги в район Жабинка. Те подразделения дивизии, которые не имели танков и оказались без автомашин, под командованием заместителя командира дивизии полковника И. В. Коннова направились через Пугачево на Радваничи, имея в виду от Радваничи повернуть в северном направлении на Жабинка. Это были подразделения мотострелкового и артиллерийского полков, пешие подразделения танковых полков, а также отдельные части и тыловые подразделения дивизии. Личный состав их следовал на Радваничи пешком, причем многие солдаты из числа вновь призванных не имели оружия. Значительная часть артиллерии дивизии была уничтожена огнем противника или из-за отсутствия средств тяги осталась в парках. Вместе с военнослужащими на Радваничи отходили и семьи офицерского состава.— Сандалов Л. М. Боевые действия войск 4-й армии в начальный период Великой Отечественной войны
К частям 22-й дивизии на марше присоединились отдельные подразделения 28-го стрелкового корпуса, находившиеся перед началом войны на артиллерийском полигоне южнее расположения танкистов.

В соответствии с планом прикрытия и распоряжением командующего армией дивизии 14-го механизированного корпуса продолжали сосредоточение в район Жабинки. Командир корпуса генерал-майор танковых войск С. И. Оборин доносил, что 22-я танковая дивизия к 12 часам с большими потерями вышла в район сосредоточения: 43-й и 44-й танковые полки — Хмелево, Селище, (иск) Жабинка, Подречье; мотострелковый полк к этому времени сосредоточился в лесу восточное Радваничи и приводил себя в порядок. В частях дивизии осталось очень ограниченное количество боеприпасов, горючее было на исходе (только в машинах), продовольствие и кухни отсутствовали, средств связи не имелось.— Сандалов Л. М. Боевые действия войск 4-й армии в начальный период Великой Отечественной войны
К 15 часам 22 июня 1941 года командир 22-й дивизии В. П. Пуганов доложил, что все силы, которыми он располагает, сосредоточились в восьми километрах юго-западнее Жабинки.

22-я танковая дивизия приводила в порядок танковые и моторизованные подразделения, сосредоточившиеся в районе севернее Жабинки; частью сил мотострелкового и артиллерийского полков она вела бой на рубеже Ракитница, Радваничи с частями 3-й танковой дивизии 24-го немецкого моторизованного корпуса, обеспечивая сбор пеших подразделений своей дивизии восточное этого рубежа.— Сандалов Л. М. Боевые действия войск 4-й армии в начальный период Великой Отечественной войны
23 июня в 8 часов утра 4-я армия перешла в наступление.
23 июня 1941 года части 14-го механизированного корпуса и 28-го стрелкового корпуса 4-й армии контратаковали немецкие войска в районе Бреста, но были отброшены.
За два дня боев 14-й механизированный корпус лишился большей части танков и другой техники.
Для прикрытия направления на Синявку 55-я стрелковая дивизия должна была занять оборону на рубеже Стрелово, Миловиды, Кулики.
К 13 часам 24 июня 1941 года передовые отряды 55-й стрелковой дивизии достигли Миловидов, где обнаружили отходившие после неудачного контрудара подразделения 205-й моторизованной дивизии.
24 июня 1941 года в 14 часов, после авиационной и артиллерийской подготовки немецкие танковые дивизии 24-го моторизованного корпуса нанесли удар по 55-й стрелковой дивизии, которая не успела за предоставленный час полностью подойти и организовать прочную оборону на рубеже Стрелово, Миловиды, Кулики.
Не выдержав наступления превосходящих сил противника, части 55-й стрелковой дивизии начали отходить на восток.
К месту прорыва противника был направлен сводный отряд из остатков 22-й и 30-й танковых дивизий. Успешный «контрудар подвижного резерва» 25-ти танков Т-26 сводного отряда 14-го мехкорпуса на какое-то время позволил стабилизировать положение 55-й стрелковой дивизии.
26 июня 1941 года значительная часть 14-го механизированного корпуса, по-прежнему, действовала в оперативном тылу 2-й немецкой танковой группы.

И, наконец, еще одно обстоятельство стало оказывать влияние на утомленные в беспрерывных двухдневных боях войска — это питание. Большинство подразделений в 28-м стрелковом корпусе и 22-й танковой дивизии кухонь не имело, солдаты и офицеры питались, как правило, одним хлебом.— Сандалов Л. М. Грозные июньские дни
22 июля 1941 года остатки управления 22-й танковой дивизии прибыли в Москву за новыми назначениями.
3 мая 1942 года полковник Иван Васильевич Кононов был назначен командиром 123-й танковой бригады Ленинградского фронта.

## Полное название
22-я танковая дивизия

## Подчинение
| Дата              | Фронт (округ)                 | Армия     | Корпус (группа)              | Примечания |
| ----------------- | ----------------------------- | --------- | ---------------------------- | ---------- |
| 22 июня 1941 года | Западный особый военный округ | 4-я армия | 14-й механизированный корпус | -          |

## Боевой и численный состав дивизии
- 43-й танковый полк (командир полка — майор, подполковник Евгений Иванович Жаров, капитан Николай Николаевич Дмитрук, начальник штаба с 29.03.1941 - Бойко Герасим Никифорович, помощник по технической части — воентехник 1 ранга Николай Семенович Дмитриев.)
  - 1-й танковый батальон
  - 2-й танковый батальон
  - 3-й танковый батальон
- 44-й танковый полк
- 22-й мотострелковый полк
- 22-й гаубичный артиллерийский полк
- 22-й разведывательный батальон
- 22-й отдельный зенитно-артиллерийский дивизион
- 22-й отдельный батальон связи
- 22-й автотранспортный батальон
- 22-й ремонтно-восстановительный батальон
- 22-й понтонный батальон
- 22-й медицинско-санитарный батальон
- 22-я рота регулирования
- 22-й полевой автохлебозавод
- 663-я полевая почтовая станция
- 568-я полевая касса Госбанка

### Наличие боевых и вспомогательных машин в дивизии на 15 апреля 1941 года
В 22-й танковой дивизии положено было иметь по штату 63 танка КВ-1, всего в наличии в танковой дивизии не было ни одного тяжелого танка КВ.
В дивизии положено было иметь по штату 210 танков Т-34, всего в наличии в танковой дивизии не было ни одного среднего танка Т-34.

## Командно-политический состав дивизии

### Командиры дивизии
- Пуганов, Виктор Павлович, генерал-майор (март 1941 года — 24 июня 1941 года, погиб[1])
- Кононов, Иван Васильевич, полковник (с 24 июня 1941 года — по 28 июня 1941 года)

### Заместитель по политической части дивизии
- Алексей Алексеевич Илларионов, полковой комиссар (с 20 марта 1941 — , погиб)